# Testulea gabonensis
Testulea es un género monotípico de plantas fanerógamas que pertenecen a la familia Ochnaceae.  Su única especie Testulea gabonensis, es originaria de África occidental.

## Descripción
Es un árbol que alcanza un tamaño  de 15-18 m de altura; tronco recto, claro, de 70 a 90 cm, con contrafuertes en la base. Se encuentra en la selva tropical.

## Taxonomía
Testulea gabonensis fue descrita por François Pellegrin   y publicado en Bull. Soc. Bot. France 71: 76. 1924